# Levis
Levis é uma comuna francesa na região administrativa de Borgonha-Franco-Condado, no departamento de Yonne. Estende-se por uma área de 12,19 km². Em 2010 a comuna tinha 225 habitantes (densidade: 18,5 hab./km²).